# Palazzo di Città (Gela)
Il Palazzo di Città è un edificio di Gela, costruito su progetto dell'architetto Salvatore Cardella nel 1950. L'edificio ospita l'amministrazione comunale e rappresenta uno degli esempi significativi di stile razionalista in Sicilia.

## Costruzione
L'edificio è in stile razionalista come la moderna chiesa di San Giacomo, sempre costruita da Cardella. Promotore dell'iniziativa fu l'onorevole concittadino Salvatore Aldisio.
La realizzazione del complesso comportò la demolizione di un convento francescano del XV secolo che ospitava precedentemente la sede del comune, nonché di alcune abitazioni poste tra il bastione di Porta Marina e il convento. Nel 1960, inoltre, venne eliminato un isolato tra via Cairoli, via San Francesco e via G. Navarra Bresmes per far posto all'attuale piazza San Francesco.
Nel progetto del Palazzo di Città, inoltre, vennero incluse anche le realizzazioni di viale Mediterraneo, grande arteria con terrazza sul mare, e del giardino "Orto Fontanelle", per sostituire i pericolosi burroni franosi che scendevano sino alla mare.

## Struttura
Inaugurato nel 1951, l'edificio si dispone parallelamente alla costa per una lunghezza complessiva di circa 150 metri. Occupa un intero isolato, tra il viale Mediterraneo, piazza San Francesco, via Donizetti e via Giacomo Navarra Bresmes. Si dispone su quattro livelli di cui quello terreno risulta seminterrato nella parte rivolta a nord. La facciata del palazzo  è rivestita con lastre piatte in pietra di Comiso e lavorate a bocciarda, elemento ricorrente nelle architetture post-belliche della città. L'effetto che produce tale pietra è di grandissima luminosità.
Con la sua imponente mole il municipio domina il paesaggio costiero del centro cittadino, dando un'immagine di modernità. L'elemento caratterizzante del prospetto esterno è la linea retta, riscontrabile nei due grandi finestroni (di cui, quello rivolto a sud ospita la soleggiata aula consiliare) e nella miriade di finestre e ingressi di varie dimensioni. L'elemento di riconoscimento è la torre dell'orologio, alta quasi 30 metri.
Durante i lavori di scavo per la costruzione dell'edificio vennero alla luce i ruderi di un santuario arcaico dedicato a Era.